# Oides uviraensis
Oides uviraensis es una especie de insecto coleóptero de la familia Chrysomelidae.
Fue descrita científicamente en 1981 por Berti.